# کمال‌‌پرستی
کمال‌‌گرایی (به انگلیسی: perfectionism)، در روان‌شناسی، ویژگی شخصیتی است که خصوصیات آن، با تلاش فرد برای بی‌عیب‌ونقص بودن و تنظیم استانداردهایی برای بالاترین سطح عملکرد توصیف می‌شود و با خود-ارزیابیِ انتقادی و نگرانی در مورد ارزیابی دیگران نیز همراه است.
کمال‌‌پرستی در بهترین تعریف آن، یک نوع ویژگی چند بعدی است، به طوری که روانشناسان توافق دارند که بسیاری از جنبه‌های مثبت و منفی در آن وجود دارد. در فرم ناسازگار آن، کمال‌‌پرستی مردم را به تلاش برای رسیدن به یک ایدئالِ دست نیافتنی یا اهداف غیر واقع‌بینانه سوق می‌دهد، که اغلب منجر به افسردگی و عزت نفس پایین می‌شود. در مقابل، کمال‌‌پرستی سازگار می‌تواند به افراد برای رسیدن به اهداف خود انگیزه بدهد و باعث شود که این افراد از تلاش خود لذت ببرند. داده‌های جدید نشان می‌دهد که گرایش‌های کمال گرایانه، در بین نسل‌های اخیر افراد جوان رو به افزایش است.

## تعریف
کمال پرستی را می توان به شیوه‌های مختلفی مانند «نیاز به کامل بودن» یا «کامل به نظر رسیدن» یا حتی «باور رسیدن به کمال» تعریف کرد. به باور برنه براون، نویسنده و استاد محقق در دانشگاه هیوستون، برای بسیاری از مردم، کمال‌پرستی، یک سپر دفاعی روانی، برای محافظت در برابر سرزنش ها و قضاوت های دیگران و شرم ناشی از آن است. کمال‌پرستها، به‌طور اجباری و وقفه‌ناپذیر، برای رسیدن به اهداف دست نیافتنی، تلاش و تقلا می‌کنند و ارزش خود را با میزان بهره‌وری و دستاوردهای خود اندازه‌گیری می‌کنند.
کسی که خودش را برای رسیدن به اهداف غیر واقعی، تحت فشار قرار می‌دهد، به ناچار خود را در معرضِ دامِ ناامیدی نیز قرار می‌دهد. وقتی کمال‌پرستها در رسیدن به استانداردهای خود شکست می‌خورند، تمایل به انتقاد خشن از خود دارند.

### نرمال در مقایسه با روان‌رنجور
دی. ایی. هَمَچِک (به انگلیسی: D. E. Hamachek) در سال ۱۹۷۸ ادعا کرد که دو نوعِ متضاد از کمال‌‌پرستی وجود دارد که مردم را در دو گروه کمال‌گرای بهنجار و کمال‌گرای روان‌رنجور طبقه‌بندی می‌کند. کمال‌گراهای نرمال، بیشتر تمایل دارند که بدون لطمه به عزت نفس خود به کمال برسند و در عین حال، از تلاش‌هایشان لذت هم می‌برند. کمال‌گرایان روان‌رنجور، مستعد تقلا برای دستیابی به اهداف غیرواقعی هستند و وقتی نمی‌توانند به اهداف خود برسند، احساس نارضایتی می‌کنند. هَمَچِک چندین استراتژی ارائه می‌دهد که ثابت شده که در کمک به افراد، برای تغییر از رفتار ناسازگار به رفتار سالم‌تر، مفید هستند.
تحقیقات معاصر از این ایده پشتیبانی می‌کند که این دو جنبهٔ پایهٔ رفتارِ کمال‌گرایانه و همچنین ابعاد دیگری، مانند «ناکمال‌‌پرستی» (به انگلیسی: nonperfectionism) را می‌توان از هم تفکیک کرد.
این ابعاد، با برچسب‌ها و نام‌های متفاوتی مورد اشاره قرار گرفته‌اند، مانند تلاشِ مثبت و دل‌مشغولی دربارهٔ ارزشیابی ناسازگار، کمال‌‌پرستی فعال و منفعل (غیرفعال)، کمال‌‌پرستی مثبت و منفی یا کمال‌‌پرستی سازگار و ناسازگار.
با وجود اینکه نوع عمومی‌ای از کمال‌‌پرستی وجود دارد که تمام ابعاد زندگی را تحت تأثیر قرار می‌دهد، برخی از محققان ادعا می‌کنند که سطح کمال‌‌پرستی، در حوزه‌های مختلف مانند کار، تحصیلات، ورزش، روابط بین فردی یا زندگی در خانه، به‌طور قابل ملاحظه‌ای متفاوت است.
افراد دیگری مانند تی.اس. گرینسپان (به انگلیسی: T. S. Greenspon) با اصطلاح کمال‌گرای «عادی» در مقابل «روان‌رنجور» مخالف هستند و معتقدند که کمال‌گرایان، به کمال میل دارند، از نقص می‌ترسند، و احساس می‌کنند که دیگران آن‌ها را فقط در صورتی دوست دارند که بی‌نقص باشند.
به این ترتیب، برای گرینسپان، خودِ کمال‌‌پرستی، هرگز به عنوان سالم یا سازگار دیده نمی‌شود و از آنجا که کمالِ مطلق، غیرممکن است، اصطلاح‌های کمال‌‌پرستی «نرمال» یا «سالم»، اصطلاح‌هایی بی‌دقت و اشتباه هستد. او استدلال می‌کند که کمال‌‌پرستی باید از «تلاش برای تعالی» متمایز شود،
به‌ویژه با توجه به معنایی که به اشتباهات داده می‌شود. کسانی که برای تعالی تلاش می‌کنند، می‌توانند اشتباهات - یا نواقص - را به عنوان انگیزه‌ای برای کار سخت‌تر در نظر بگیرند، در حالی که کمال‌گراهای ناسالم، اشتباهات خود را نشانه‌ای از نقص‌های شخصیِ خود می‌دانند. برای این افراد، اضطراب دربارهٔ شکست (موفق نشدن) بالقوه، به صورت یک بار مسئولیت احساس می‌شود.

### تلاش در مقایسه با نگرانی
جِی. استوبِر (به انگلیسی: J. Stoeber) و کِی. اُتُ (به انگلیسی: K. Otto) نشان می‌دهند که کمال‌‌پرستی از دو بعد اصلی تشکیل شده‌است: تلاش‌های کمال‌گرایانه و نگرانی‌های کمال‌گرایانه. تلاش‌های کمال‌گرایانه با جنبه‌های مثبت کمال‌‌پرستی ارتباط دارند و نگرانی‌های کمال‌گرایانه با جنبه‌های منفی آن (پایین را ببینید).
- کمال‌گرایان سالم، از نظر تلاش‌های کمال‌گرایانه، امتیاز بالا می‌گیرند و از نظر نگرانی‌های کمال‌گرایانه، امتیاز پایین
- کمال‌گرایان ناسالم، هم برای تلاش‌ها و هم برای نگرانی‌ها نمره بالایی می‌گیرند
- ناکمال‌گرایان، سطوح پایینی از تلاش‌های کمال‌گرایانه را نشان می‌دهند.[۸]

استوبر و اُتُ،  با نقد تحقیقات قبلی، اعتقاد گسترده به اینکه کمال‌‌پرستی فقط زیان آور است را به چالش کشیدند. تحقیقات مورد نظر آن‌ها، با استفاده از شواهد تجربی نشان می‌دهد که کمال‌‌پرستی می‌تواند با جنبه‌های مثبت (به ویژه تلاش‌های کمال‌گرایانه) مرتبط باشد.
در حقیقت، افرادی که سطوح بالایی از تلاش‌های کمال‌گرایانه و سطوح پایینی از نگرانی‌های کمال‌گرایانه داشتند، عزت نفس، سازگاری، موفقیت تحصیلی و تعامل اجتماعی بیشتری از خود نشان دادند. از مجموعهٔ مشکلات روانشناختی و جسمی‌ای که معمولاً با کمال‌‌پرستی همراه است، این نوع از افراد کمال‌گرا، مشکلات کمتری نشان دادند. مشکلاتی مانند افسردگی، اضطراب و تیپ‌های کنارآمدن ناسازگار.

## اندازه‌گیری

### مقیاس کمال‌‌پرستی چندبعدی (FMPS)
رندی اُ. فراست اِت آل. (به انگلیسی: Randy O. Frost et al) در سال ۱۹۹۰ یک مقیاس چندبعدی کمال‌‌پرستی ساخت که امروزه به عنوان «مقیاس کمال‌‌پرستی چندبعدی فراست» یا FMPS شناخته می‌شود. (به انگلیسی: Frost Multidimensional Perfectionism Scale) این مقیاس شش بعد دارد:
1. نگرانی در مورد اشتباه کردن
2. استانداردهای شخصی بالا (تلاش برای تعالی)
3. تصور انتظارات بالا توسط والدین
4. تصور نقد زیاد توسط والدین
5. تردید در مورد کیفیت اقدامات شخص
6. ترجیح دادن نظم و سازماندهی

هیویت (به انگلیسی: Hewitt) و فلِت (به انگلیسی: Flett) در سال ۱۹۹۱ یک «مقیاس چندبعدی کمال‌‌پرستی» دیگر را طراحی کردند؛ یک معیار ۴۵ موردی که سه جنبهٔ کمال‌گرایانه از «معرفی خویشتن» را ارزیابی می‌کند:
1. کمال‌‌پرستی خودمحور
2. کمال‌‌پرستی دیگرمحور
3. کمال‌‌پرستی خواستهٔ اجتماع

کمال‌‌پرستی خودمحور یعنی داشتن انتظارات و استانداردهای غیر واقع‌گرایانه برای خود که به انگیزه‌های کمال‌گرایانه منجر بشود.
به عنوان مثال، می‌توان به میل دائمی برای رسیدن به ظاهر فیزیکی ایدئال اشاره کرد که از روی غرور به وجود آمده باشد. کمال‌‌پرستی دیگرمحور، یعنی داشتن انتظارات و استانداردهای غیرواقعی برای دیگران، که به نوبه خود، آنها را برای داشتن انگیزه‌های کمال‌گرایانه برای خودشان، تحت فشار قرار می‌دهد. کمال‌‌پرستی خواستهٔ اجتماع، یعنی ایجاد انگیزه‌های کمال‌گرایانه در نتیجهٔ اینکه دیگری‌هایِ مهمِ یک شخص (مانند همسر یا شریک زندگی یا وابستگان عاطفی) از فرد انتظار داشته باشند که بی‌نقص باشد. والدینی که فرزندان خود را برای موفقیت در فعالیت‌های خاصی (مانند ورزش یا تحصیل) تحت فشار قرار می‌دهند، نمونه‌ای از این نوع کمال‌‌پرستی را به وجود می‌آورند، چرا که فرزندان این والدین، احساس می‌کنند که مجبورند که انتظارات بلندپروازانه والدینشان را برآورده سازند.
بین مدل فراست و مدل هیویت و فلِت، یک شباهت شناخته‌شده وجود دارد. هر دو مدل، بین دو جنبه از کمال‌‌پرستی، نوعی تفکیک مشابه در نظر گرفته‌اند. معیارهای مورد نظر در مقیاس فراست (FMPS) که دو بعد مهم‌تر این مقیاس هستند، عبارتند از تعیین استانداردهای بالا برای خویشتن و سطح نگرانی در مورد اشتباه کردن. و همین دو معیار در مقیاس هیویت و فلت عبارتند از کمال‌‌پرستی خودمحور و کمال‌‌پرستی خواستهٔ اجتماع.

### مقیاس تقریباً بی‌نقص بازنگری شده (APS-R)
اسلِینی (به انگلیسی: Slaney) و همکارانش (۱۹۹۶) مقیاس تقریباً بی‌نقص بازنگری شده یا "APS-R" (به انگلیسی: Almost Perfect Scale-Revised) را برای شناسایی کمال‌گرایان (سازگار یا ناسازگار) و ناکمال‌گرایان ایجاد کردند.
در این مقیاس، مردم بر اساس نمرات خود برای سه معیار طبقه‌بندی می‌شوند:
1. استانداردهای بالا
2. نظم
3. تناقض

هر دو نوع کمال‌گرای سازگار و ناسازگار، در معیار استانداردهای بالا و معیار نظم، نمره بالایی می‌گیرند. اما تفاوت کمال‌گرایان سازگار و ناسازگار در این است که کمال‌گرایان ناسازگار حتی در سومین معیار، یعنی معیار تناقض نیز نمره بالایی به‌دست می‌آورند. منظور از تناقض، باور به این موضوع است که در وضعیت حاضر، استانداردهای شخصی سطح بالا به دست نمی‌آیند. این باور، وجه مشخصهٔ منفی کمال‌‌پرستی است.
کمال‌گرایان ناسازگار معمولاً از نظر استرس اجتماعی و اضطراب بالاترین امتیازها را به دست می‌آورند که این امر، در واقع منعکس کنندهٔ احساس خودناکافی بودن و عزت‌نفس پایین آن‌هاست.
به‌طور کلی استفاده از ابزار APS-R نسبتاً آسان است و برای شناسایی کمال‌گرایان بزرگسال و نوجوان قابل استفاده است، ولی مفید بودن آن در مورد کودکان، هنوز اثبات نشده‌است.
در یک مطالعه ارزیابی APS-R در یک جمعیت نوجوان، کمال‌گراهای ناسازگار نسبت به ناکمال‌گرایان، نمرات رضایت بالاتری به دست آوردند. این نتایج نشان می‌دهد که استانداردهای سطح بالا در نوجوانان، ممکن است تا زمانی که آن استانداردها برآورده نشده، آنها را در مقابل چالش‌های رضایت از خویشتن، محافظت کند.
دو شکل دیگر از مقیاس APS-R، کمال‌‌پرستی در مورد شرکای صمیمی زندگی (همسر، مأنوس) و کمال‌‌پرستی مورد برداشت یک شخص از خانواده‌اش را اندازه‌گیری می‌کنند. نام مقیاس اول، مقیاس تقریباً بی‌نقص دوتایی (به انگلیسی: Dyadic Almost Perfect Scale) و نام مقیاس دوم، مقیاس خانوادهٔ تقریباً کامل (به انگلیسی: Family Almost Perfect Scale) است.

### مقیاس کمال‌‌پرستی ظاهر فیزیکی (PAPS یا PAP)
مقیاس کمال‌‌پرستی ظاهر فیزیکی یا "PAPS" (به انگلیسی: Physical Appearance Perfectionism Scale) نوع خاصی از کمال‌‌پرستی را توضیح می‌دهد: میل به داشتن ظاهر فیزیکی بدون نقص.
PAPS یک ارزیابی چند بعدی از کمال‌‌پرستی ظاهر فیزیکی است که بیشترین بینش را زمانی فراهم می‌کند که زیرمقیاس‌های آن، جداگاه ارزیابی شوند.
به‌طور کلی، PAPS به محققان اجازه می‌دهد که در افرادی که ارزیابی می‌شوند، تصویرِ بدن و تصورِ شخصیِ فرد از ظاهرش را ارزیابی کنند. این تصویر و تصور، در دوران حاضر که به جذابیت و کسب ظاهر ایدئال، توجه زیادی می‌شود، بسیار مهم است.
دو زیر مقیاسی که در PAPS برای ارزیابی نگرانی‌های ظاهری استفاده می‌شوند عبارتند از:
1. نگرانی دربارهٔ نقص‌ها
2. امید به بی‌نقص بودن

کسانی که سطوح بالایی از «نگرانی دربارهٔ نقص» دارند، معمولاً در حد زیادی تحت تأثیر جنبه‌های ناسازگارانهٔ کمال‌‌پرستی، ظاهر فیزیکی و رفتار کنترل بدن قرار دارند.
آنها همچنین سطح پایینی از خودانگاری مثبت دربارهٔ ظاهر خودشان را نشان می‌دهند. در حالی که کسانی که از نظر «امید به بی‌نقص بودن» امتیاز بالایی می‌گیرند، سطح بالایی از خودآگاهی مثبت را نشان می‌دهند.
امید به بی‌نقص بودن، با رفتارهای مدیریتِ تصورات و تلاش برای اهداف بلندپروازانه نیز ارتباط دارد.
به‌طور خلاصه، نگرانی در مورد بی‌نقص بودن، با جنبه‌های منفیِ کمال‌‌پرستیِ ظاهری مرتبط است، در حالی که امید به بی نقص بودن، مربوط به جنبه‌های مثبت کمال‌‌پرستیِ ظاهری است. یک محدودیت استفاده از PAPS، این است که مقالات کافی‌ای وجود ندارند که اعتبار آن را سنجیده باشند.

## پیامدهای روانشناختی
دنیِلز و پرایس (۲۰۰۰) با عنوان «تک‌ها» به کمال‌گرایان اشاره می‌کنند. کمال‌گرایان بر یکپارچگی شخصی تمرکز می‌کنند و می‌توانند در تلاش خود برای جستجوی حقیقت، خردمند باشند، بینش داشته‌باشند، و الهام‌بخش باشند. آنها همچنین تمایل دارند خودشان را از نقص‌های خود یا آنچه که نقص می‌دانند (مثل احساسات منفی) جدا کنند و می‌توانند به افرادی ریاکار و فوقِ منتقدِ دیگران تبدیل شوند که با این ابزارها، برای پنهان کردن گناهان خود، به دنبال توهم فضیلت بروند.
محققان، کار بررسی نقش کمال‌‌پرستی در اختلالات روانی مختلف مانند افسردگی (حالت)، اضطراب، اختلالات خوردن و اختلالات شخصیت را شروع کرده‌اند.
هر اختلال، اثرات متفاوتی بر روی سه معیارِ مقیاسِ کمال‌‌پرستیِ چندبعدی (MPS یا FMPS) دارد.
در زنان جوان، کمال‌‌پرستی خواستهٔ اجتماع، با سطح بالاتری از نارضایتی از تصویر بدن و اجتناب از موقعیت‌های اجتماعی‌ای که در آنها بر روی وزن و ظاهر فیزیکی تمرکز می‌شود، مرتبط شده‌است.
کتاب خودیاریِ بیش از حد کامل: زمانی که تحت کنترل از کنترل خارج می‌شود (به انگلیسی: Too Perfect: When Being in Control Gets Out of Control) نوشتهٔ جِنِت دووایز (به انگلیسی: Jeanette Dewyze) و اَلِن مالینگِر (به انگلیسی: Allan Mallinger) ادعا می‌کند که کمال‌گرایان، شخصیت نوع وسواسی دارند.
نوع شخصیت وسواسی، با اختلال وسواسی-مجبور (OCD) تفاوت دارد، به این ترتیب که OCD یک اختلال بالینی است که می‌تواند با رعایت تشریفاتی در رفتارها و احساسات مرتبط باشد. براساس نظر مالینگِر و دووایز، کمال‌گرایان، وسواسی‌هایی هستند که برای اینکه بتوانند از خودشان محافظت کنند و از امنیت خودشان مطمئن شوند، نیاز دارند که احساس کنند در تمام زمان‌ها در کنترل هستند. آن‌ها با مراقبت و تلاش بسیار سخت، می‌توانند مطمئن شوند که نه تنها ناامید نمی‌شوند و وضعیتشان فراتر از سطح قابل سرزنش است، بلکه می‌توانند از خود در مقابل مسائل پیش‌بینی نشدهٔ ناشی از محیطشان نیز محافظت کنند. منظور از مراقبت، نظارت مستمری است که اغلب بر روی اخبار، آب و هوا و بازارهای مالی دارند.
رابطه‌ای که بین تمایلات کمال‌گرایانه و روش‌های کنار آمدن با استرس وجود دارد نیز با برخی جزئیات مورد بررسی قرار گرفته‌اند. یک مطالعهٔ جدید نشان می‌دهد که دانشجویانی که ویژگی‌های کمال‌گرایانهٔ تطبیقی، مانند تثبیت هدف یا استانداردهای بالای عملکرد دارند، با احتمال بیشتری از روش‌های فعال یا متمرکز بر مشکل، برای کنار آمدن با استرس استفاده می‌کنند.
کسانی که تمایلات کمال‌‌پرستی ناسازگار از خود نشان می‌دادند، نظیر نشخوار فکریِ رویدادهای گذشته یا تمرکز روی اشتباهات، تمایل داشتند برای کنار آمدن با استرس، از روش‌های بیشتر انفعالی و غیرفعال یا اجتناب گرایانه استفاده کنند.
با وجود این تفاوت‌ها، هر دو گروه تمایل داشتند که از خود انتقادی، به عنوان یک روشِ کنار آمدن با استرس استفاده کنند. این موضوع با نظریه‌هایی که خود انتقادی را به عنوان یک عنصر مرکزیِ کمال‌‌پرستی در نظر می‌گیرند سازگار است.
سه عنصر اصلی کمال‌‌پرستی شناخته‌شده‌اند:
1. خودمحور
2. دیگری‌محور
3. خواستهٔ اجتماع

کمال‌‌پرستی خودمحور یک بعد درون‌شخصی است که با یک انگیزهٔ قوی برای بی‌نقص بودن، تنظیم استانداردهای شخصی غیر واقع‌بینانه و تلاش برای آنها، تمرکز بر معایب، و تعمیم استانداردهای شخصی توصیف می‌شود. کمال‌‌پرستی خودمحور ممکن است شامل یک طرحِ شخصیِ ایدئالِ خوب بیان شده نیز باشد. کمال‌‌پرستی دیگری‌محور شامل رفتارهای مشابهی است ولی این رفتارها به جای اینکه به سمت خود شخص باشند، به سمت دیگران هدایت می‌شوند. کمال‌‌پرستی خواستهٔ اجتماع مستلزم وجود باور به این موضوع است که دیگران نسبت به شخص، انتظارت و انگیزه‌های کمال‌گرایانه دارند.

## جنبه‌های مثبت
کمال‌‌پرستی می‌تواند مردم را به سوی دستاوردهایشان هدایت کند و در مواجهه با دلسردی‌ها و موانع، انگیزه‌ای برای ادامهٔ مسیر فراهم کند. رُدل (به انگلیسی: Roedell) - در سال ۱۹۸۴ - ادعا کرده‌است:

کمال‌‌پرستی، در شکل مثبت آن، می‌تواند انرژی محرکی فرآهم کند که به دستاوردهای بزرگ منجر شود. توجهِ خیلی دقیق به جزییات، که برای تحقیق علمی، حیاتی است، تعهدی که تنظیم کنندگان موسیقی را به جلو هل می‌دهد تا موسیقی‌شان، صداهای شکوهمندی که در ذهنشان دارند را به دنیای واقعی بیاورد، و پافشاری‌ای که یک هنرمند بزرگ را در مقابل سه‌پایهٔ نقاشی نگه می‌دارد تا اثری که خلق کرده با تصورش منطبق شود، همه نتیجهٔ کمال‌‌پرستی است.

اِسلِینی (به انگلیسی: Slaney) و همکارانش دریافتند که کمال‌گراهای سازگار، کمتر از ناکمال‌گراها تعلل به خرج می‌دهند. در حوزهٔ روان‌شناسی مثبت‌گرا، به نوعی از کمال‌‌پرستیِ سازگارانه و سالم، بهینه‌گرایی می‌گویند.
نوع سازگار کمال‌‌پرستی، معمولاً به عنوان مولفهٔ مثبتِ این ویژگی شخصیتی شناخته می‌شود. کمال‌‌پرستی سازگار، شامل ترجیحاتی برای نظم و ترتیب و سازماندهی امور، تلاشی مداوم برای تعالی، و جهت‌گیریِ با حس وظیفه‌شناسی، نسبت به وظایف و عملکرد شخص است.
تمام این خصوصیات، با سطوح پایینی از انتقاد و منفی‌نگری و سطوح بالایی از پشتیبانی از عملکرد و عزت نفس همراهند.
اشکال مثبت و سازگار کمال‌‌پرستی، بیشتر با بعد وظیفه‌شناسی در مدل پنج عاملی شخصیت مرتبط است، در حالی که فرم‌های ناسازگارانه، بیشتر به بعد روان‌رنجوری آن شبیه است (پایین را ببینید).
دانشمندانی که در آزمایشگاه‌ها، مشتاقانه به دنبال علایق خود هستند، اغلب کمال‌گرا به حساب می‌آیند. این وسواس نسبت به نتیجهٔ نهایی، می‌تواند به آنها انگیزه دهد که سرسختانه کار کنند و سطح چشمگیری از اخلاق کاری را حفظ کنند. بسیاری از شخصیت‌های مشهور، به‌طور عمومی بیان کرده‌اند که تمایلات کمال‌گرایانه دارند. تمرکز شدید بر اشتیاقات شخصی می‌تواند به موفقیت منجر شود. مارتا استوارت یک بار خودش را برای اپرا وینفری با عبارت «کمال‌گرای شیداگونه» (به انگلیسی: maniacal perfectionist) توصیف کرد.
ورزشکارانی که مقام‌های بالا کسب می‌کنند هم اغلب نشانه‌هایی از کمال‌‌پرستی را نشان می‌دهند.
کسانی که استعدادهای درخشان دارند نیز اغلب کمال‌گرا هستند. بسیاری از افرادی که اکنون عموماً نابغه به حساب می‌آیند، دربارهٔ کیفیت کار و اثر خود وسواس داشته‌اند. در کتاب فلسفهٔ طبیعی آیزاک نیوتون گفته شده که «نیوتن، احتمالاً به خاطر نوعی از دمدمی مزاجیِ ساده بین انتخاب میلش به شناخته شدنِ اکتشافاتش و ترسش از نقد شدن، گرایش به ایرادگیری از نگارش‌های خود داشته‌است.» زمانی که در یکی از اولین چاپ‌های کتاب اپتیکس او (۱۷۰۴) خطاهایی یافت شد، پاسخ وی این بود که اسمش را به کل از روی کتاب حذف کنند. زمانی که ویلیام ویستِن (به انگلیسی: William Whiston) برای چاپ کتاب آریتمِتیکا اونیورسالیس (1707) از نسخهٔ خطی اشتباه استفاده کرد نیز عکس العمل وی همان بود.
به همین ترتیب، دانشمند تاریخ ریاضی، دی تی وایتساید «نیز به آداب اغلب کمال‌گرایانه» ی نیوتون اشاره می‌کند.
دیگر چهره‌های برجسته‌ای که کمال‌گرا بودند مانند فیلیپو برونلسکی،
لئوناردو دا وینچی،
نیکلاس کوپرنیک، لودویگ فان بتهوون،
گوستاو فلوبر،
یوهانس برامس،
فرانتس کافکا،
استنلی کوبریک،
آندری تارکوفسکی،
برایان ویلسون،
و استیو جابز،
همگی از چهره‌های اصلی حوزهٔ کاری خود در طول تاریخ هستند. گِری گِریسِن (به انگلیسی: Gary Garrison) دربارهٔ کوبریک می‌نویسد «کمال‌‌پرستی او منجر به خلق تعدادی از بهترین آثار برتر سینما شده‌است.»
برخی ادعا می‌کنند که کمال‌‌پرستی میکل‌آنژ به وی انگیزه داد تا با وجود دشواری، کارهایی مانند تندیس داوود و سقف کلیسای سیستین را تکمیل کند.
در گاردین، لایا ماهشواری (به انگلیسی: Laya Maheshwari) ادعا کرده‌است که بدنامی کمال‌‌پرستی ناعادلانه است و نوشته «زمانی که حتی یک عضو بلند پرواز یک تیم، ضرب‌الاجل خودخواسته درست می‌کند و می‌خواهد که چارت نیز آن را نشان دهد، چیزی که شما تولید می‌کند به همان اندازه بهتر خواهد شد.»

## جنبه‌های منفی
کمال‌‌پرستی در شکل پاتولوژیک آن می‌تواند آسیب زننده باشد. زمانی که از آن برای به تعویق انداختن وظایف استفاده شود، می‌تواند شکل تعلل به خود گیرد و زمانی که از آن برای توجیه عملکرد ضعیف یا کسب حس همدردی و تأیید دیگران استفاده شود، می‌تواند به شکل ناراضی بودن از خود در آید. اینها، با هم یا جداگانه، استراتژی‌های خودمعلول‌کننده‌ای هستند که ممکن است کمال‌گرایان، برای محافظت از احساس صلاحیت خود (به انگلیسی: self-competence) استفاده کنند.
به‌طور کلی، کمال‌گرایان ناسازگار، دائماً برای رسیدن به استانداردهای بالای خود، احساس فشار می‌کنند. وقتی که یک کمال‌گرای ناسازگار نتواند به انتظارات خود برسد، این فشار باعث ایجاد ناهماهنگی شناختی می‌شود. کمال‌‌پرستی، با بسیاری از عوارض روانشناختی و فیزیولوژیکی دیگر نیز مرتبط دانسته شده‌است.

### خودکشی
کمال‌‌پرستی به‌طور فزآینده‌ای به عنوان یک عامل ریسک خودکشی در نظر گرفته می‌شود که مانند یک شمشیر دو لبه عمل می‌کند. تمایل کمال‌گرایان به داشتن انتظارات بیش از حد از خود و تمایل‌شان به نقد خویشتن، در زمانی که تلاش‌هایشان، استانداردهایشان را برآورده نمی‌کند، در کنار گرایش‌شان به نشان‌دادن «چهرهٔ بی‌نقص» به جهان، ریسک آنها برای ایده‌پردازی دربارهٔ خودکشی را بالا می‌برد و در عین حال، وقتی که باید از دیگران کمک بگیرند، احتمال اینکه در عمل هم به دنبال کمک بروند را کم می‌کند.

### بی‌اشتهایی عصبی
در تحقیقات دهه‌های گذشته، کمال‌‌پرستی با بی‌اشتهایی عصبی مرتبط دانسته شده‌است. محققان در سال ۱۹۴۹ رفتار دختر معمولیِ آنورکسیک (بی‌اشتها) را نشانه‌ای از «سفت و سخت بودن» و «هوش هیجانی» توصیف کردند و همچنین آن را نشانه‌ای دیدند از تمایل این دخترها به «پاکیزگی، دقت و یک استبداد و یک‌دندگی چموش که قابلیت پذیرش منطق را ندارد و شخص را رسماً به یک کمال‌گرا تبدیل می‌کند».
کمال‌‌پرستی، یک ویژگی ماندگار در طول زندگی افراد آنورکسیک است. در این افراد، کمال‌‌پرستی، قبل از شروع اختلال خوردن، معمولاً در دوران کودکی،
در طول دوران بیماری،
و بعد از بهبودی
احساس می‌شود. تلاش بی‌وقفه برای لاغری در آنورکسیک‌ها، نوعی از بروز ویژگیِ اصرار بر رسیدن به استانداردهای عملکرد دست بالا و دست نیافتنی است.
به علت مزمن بودن اختلالات خوردن، افرادی که این اختلال را دارند، در حوزه‌های دیگر زندگی، به غیر از تناسب اندام و کنترل وزن نیز تمایلات کمال‌گرایانه از خود نشان می‌دهد. برای مثال، دستاوردهای بیش از حد در مدرسه،
در میان آنورکسیک‌ها دیده شده که در واقع یکی از نتایج کوشا بودنِ بیش از حد آنهاست.
افراد عادی می‌توانند از یک ابزار استفاده کنند که به آنها کمک می‌کند بین اختلال غذا خوردن و اختلالی که به غذا خوردن مربوط نیست تفاوت قائل شوند. نام این ابزار که در قالب یک ابزار گزارش-به-خود است، «پرسشنامهٔ تشخیص اختلال غذا خوردن» یا QEDD (به انگلیسی: Questionnaire for Eating Disorder Diagnosis) است. از این ابزار در مطالعات متعددی در مورد بی‌اشتهایی عصبی استفاده شده‌است.
یافته‌ها نشان می‌دهد سطح کمال‌‌پرستی، بر بهبود بلند مدت بی‌اشتهایی فرد تأثیر دارد. سرعت بهبود کسانی که میزان کمال‌‌پرستی آنها در یک محدودهٔ نرمال اندازه‌گیری شده، بیشتر از کسانی بوده که سطح کمال‌‌پرستی آنها بالا اندازه‌گیری شده‌است.

### موارد عمومی
اثر کمال‌‌پرستی، معمولاً در عملکرد افراد در محل کار یا مدرسه، پاکیزگی و زیبایی‌شناسی، سازماندهی امور، کیفیت نوشتن و سخن گفتن، ظاهر فیزیکی، سلامت، و پاکیزگیِ شخصی دیده می‌شود.
کمال‌‌پرستی در محل کار، اغلب با بهره‌وری پایین و نرسیدن به ضرب‌العجل‌ها مشخص می‌شود، چرا که افراد، با توجه به جزئیات نامربوط کار خود از پروژه‌های بزرگ گرفته تا فعالیت‌های معمولی روزمره، زمان و انرژی خود را هدر می‌دهند. چنین رفتاری می‌تواند منجر به افسردگی، بیگانگی اجتماعی، و ریسک بیشتر «حوادث» در محل کار شود.
اَدِرهولت-اِلی‌یِت (به انگلیسی: Adderholdt-Elliot) - در سال ۱۹۸۹ - پنج ویژگی از دانش آموزان و مدرسان کمال‌گرا را توصیف کرد که در عملکرد ضعیف آنها سهم داشت: به تعویق انداختن (تعلل)، ترس از شکست، تفکر "همه یا هیچ"، کمال‌‌پرستی فلج‌شده، و اعتیاد به کار.
بنا به نظر سی. اَلِن (به انگلیسی: C. Allen)، در روابط صمیمی (عاشقانه)، انتظارات غیرواقع‌بینانه می‌تواند موجب نارضایتی قابل‌توجه برای هر دو طرف شود.
گرینسپان فهرستی از رفتارها، افکار، و احساسات تهیه کرده‌است که معمولا کمال‌‌پرستی را توصیف می‌کند.
کمال‌گرایان، تا زمانی که کارشان با استانداردهایشان مطابقت نداشته باشد، از آن راضی نخواهند بود و این ویژگی، می‌تواند کارآمدی کمال‌گرایان را در اتمام پروژه‌ها کم کند و به همین دلیل، آنها را در رسیدن به ضرب‌العجل‌ها، به تقلا بیندازد.
ورزشکاران، در یک زمینه شغلی متفاوت، ممکن است تمایلات کمال‌گرایانه توسعه دهند. عملکرد فیزیکی و ذهنی مطلوب برای ورزشکاران حرفه‌ای مهم است و این ویژگی‌ها ارتباط نزدیکی با کمال‌‌پرستی دارند. با این که ورزشکاران کمال‌گرا، برای موفقیت تلاش می‌کنند، این افراد ممکن است به واسطهٔ ترس شدید از شکست، محدود شوند و درنتیجه، تمام تلاش خود را نکنند یا در کل، خود را مسئول یک باخت بدانند. از آنجا که موفقیت این افراد، اغلب با امتیاز یا آمار سنجیده می‌شود، ورزشکاران کمال‌گرا ممکن است بیش از حد برای موفقیت احساس فشار کنند.
کمال‌‌پرستی، تمایل مردم به ساختار و رهنمود را روشن می‌کند. آنها معمولاً در محیط‌های ساختارمندی که دستورالعمل‌های صریح و روشن دارند، خوب کار می‌کنند. از آنجایی که کمال‌گرایان بر جنبه‌های مشخص یک کار تمرکز می‌کنند، اگر مشکلاتی روی دهند، این افراد ممکن است در مقابل تغییر غیرقابل‌انعطاف باشند و خلاقیت به خرج ندهند. این وضعیت، زمانی که یک وضعیت پیش‌بینی نشده به‌وجود می‌آید، ممکن است مشکل ایجاد کند.

### در نوابغ
در حالی که کمال‌‌پرستی، نقش مهمی در کسب دستاوردهای بسیاری از شخصیت‌های موفق تاریخی ایفا کرده‌است، نمونه‌هایی از کمال‌‌پرستی افراطی وجود دارد که متفکران مهم را به منتشر نکردن آثار خود هدایت کرده و در نتیجه، باعث شده آنها نتوانند آن‌طور که می‌توانستند، بر زمینهٔ کاری خود، تأثیر مستقیمی داشته باشند. مورخ اسکاتلندی اِریک تِمپِل بِل، در مورد کارل فریدریش گاوس گفته که اگر این ریاضیدان، تمام اکتشافات خود را به موقع منتشر کرده بود، معادل ۵۰ سال ریاضیات را پیشرفت می‌داد.

### عوارض پزشکی
کمال‌گرایان ممکن است از اضطراب و عزت نفس پایین رنج ببرند. کمال‌‌پرستی، یک عامل خطر برای اختلال وسواسی-جبری، اختلال شخصیت وسواسی-جبری، اختلال خوردن، اضطراب اجتماعی، فوبیای اجتماعی، اختلال خودزشت‌انگاری، اعتیاد به کار، خودزنی، سوءمصرف مواد، افسردگی بالینی و همچنین مشکلات فیزیکی‌ای مانند اضطراب مزمن و بیماری‌های قلبی-عروقی است. علاوه بر این، مطالعات نشان داده‌اند که افرادی که کمال‌گرا هستند، نسبت به افرادی که کمال‌گرا نیستند، میزان مرگ و میر بیشتری دارند.
یک دلیل احتمالی این موضوع، نگرانی و استرس مضاعفی است که به همراه باور غیر منطقی به این موضوع است که همه چیز باید کامل باشد.
درمانگران تلاش می‌کنند تا با تفکر منفی‌ای که کمال‌‌پرستی را احاطه کرده‌است، برخورد کنند، به ویژه تفکر «همه یا هیچ» که در آن شخص معتقد است که یک دستاورد یا کامل و بی نقص است یا بی‌فایده. آن‌ها، افراد را تشویق می‌کنند که اهداف واقع‌بینانه‌ای در نظر بگیرند و با ترس از شکست، رو به رو شوند.
از آنجا که کمال‌‌پرستی یک مسئلهٔ عزت نفس است و اساس این مسئله، اعتقادات عاطفی در مورد کارهایی است که یک شخص باید انجام دهد تا به عنوان یک فرد قابل قبول باشد، در چارچوب یک روند بهبود که مستقیماً به این باورهای عاطفی می‌پردازد، تفکر منفی به‌طور موفقیت‌آمیزی مورد توجه قرار می‌گیرد.

## خودشیفتگی
آرنولد کوپر (به انگلیسی: Arnold Cooper) می‌گوید، خودشیفتگی را می‌توان کمال‌‌پرستی از نوع معطوف به خود در نظر گرفت - «اصراری بر کمال در موجودیت ایدئال خویشتن و کسب قدرت بی حد و حصر برای شکوهِ خویشن. این اصرارها، در آسیب‌های ناشی از ضربه به شکوهِ خویشتنِ فرد ریشه دارد».
خودشیفته‌ها، اغلب شبه‌کمال‌گرا هستند و نیازمند قرار گرفتن در مرکز توجه و ایجاد موقعیت‌هایی هستند که به آنها توجه شود. این تلاش برای بی‌نقص بودن، با تصویر ذهنی شخص خودشیفته از شکوهِ خویشتن خویش، انطباق دارد. اگر یک وضعیت مورد نظر از کمال به دست نیاید، می‌تواند منجر به احساس گناه، شرم، خشم یا اضطراب شود؛ چرا که شخصِ خودشیفته، باور دارد که اگر بی‌نقص نباشد، آنچه از عشق و تحسین دیگران در ذهن خود متصور بوده را از دست خواهد داد.

## ویژگی‌های شخصیتی
کمال‌‌پرستی، یکی از عوامل در پرسشنامهٔ 16 عاملی شخصیت ریموند کَتِل است.
بر اساس این ساختار، افرادی که مرتب (سازمان یافته)، اجبارطلب، خودمنضبط، از نظر اجتماعی دقیق، با انتظارات زیاد از قدرت اراده، دارای کنترل بر خود، و متکی بر احساسات خود هستند، افرادی کمال‌گرا هستند. در مدل پنج عامل بزرگ شخصیت، کمال‌‌پرستی یک نمود شدید از وظیفه‌شناسی است و برآورده نشدنِ انتظاراتِ فردِ کمال‌گرا، می‌تواند محرک افزایش روان‌رنجوری شود.
کمال‌‌پرستی ناسازگار، بیشتر شبیه روان‌رنجوری است، در حالی که کمال‌‌پرستی سازگار بیشتر به وظیفه‌شناسی شبیه است و به‌طور مثبتی با رضایت از زندگی، عزت نفس، دلبستگی مطمئن و خودپیش‌برد منسجم، مرتبط است.
یک مطالعه نشان داده که ورزشکارانی که نسبت به خود احساس احترام و عشق دارند («عزت نفس پایه»)، الگوهای مثبت کمال‌‌پرستی را نشان می‌دهند، در حالی که افرادی که عزت نفسشان وابسته به جنبه‌های شایستگی است («عزت نفس کسب شده»)، بیشتر کمال‌‌پرستی منفی از خود نشان می‌دهند.

## درمان‌ها
رفتاردرمانی شناختی با کاهش اضطراب اجتماعی، خودآگاهی عمومی، رفتارهای ناشی از اختلال وسواسی-اجباری (OCD) و کمال‌‌پرستی، برای کمک به کمال‌گرایان موفق بوده‌است.
با استفاده از این رویکرد، فرد می‌تواند اندیشهٔ غیرمنطقی خود را بشناسد و راه جایگزین دیگری را برای برخورد با موقعیت‌ها پیدا کند.
استفاده از رفتاردرمانی مبتنی بر پذیرش یا ABBT (به انگلیسی: Acceptance-based behavior therapy) در درمان کمال‌‌پرستی، با افزایش آگاهی، افزایش پذیرش، و معنی‌دار کردن زندگی، کمک مؤثر و عمده‌ای از خود نشان داده‌است.
این روش در کاهش اضطراب، افسردگی، و ترس - یا همان فوبیای - اجتماعی مؤثر بوده‌است و اثر آن شش ماه پس از درمان دیده شده‌است.

## مطالعهٔ بیشتر
- Castro, J.R.; Rice, K.G. (9 February 2003). "Perfectionism and ethnicity: implications for depressive symptoms and self-reported academic achievement". Cultural Diversity and Ethnic Minority Psychology. 9 (1): 64–78. doi:10.1037/1099-9809.9.1.64. PMID 12647326{{cite journal}}:  نگهداری CS1: پست اسکریپت (link)
- Jackson, Melissa (19 June 2004). "Why perfect is not always best". BBC News. Retrieved 14 March 2013.
- Phillipson, PhD, Steven. "The Right Stuff: Obsessive Compulsive Personality Disorder: A Defect of Philosophy, not Anxiety". Center for Cognitive-Behavioral Psychotherapy. Archived from the original on 2 July 2012. Retrieved 14 March 2013.
- Shaw, Daniel (2013). Traumatic Narcissism: Relational Systems of Subjugation. Routledge